# Arrondissement Mirande

Arrondissementen en kantons in het departement Gers tot 2014

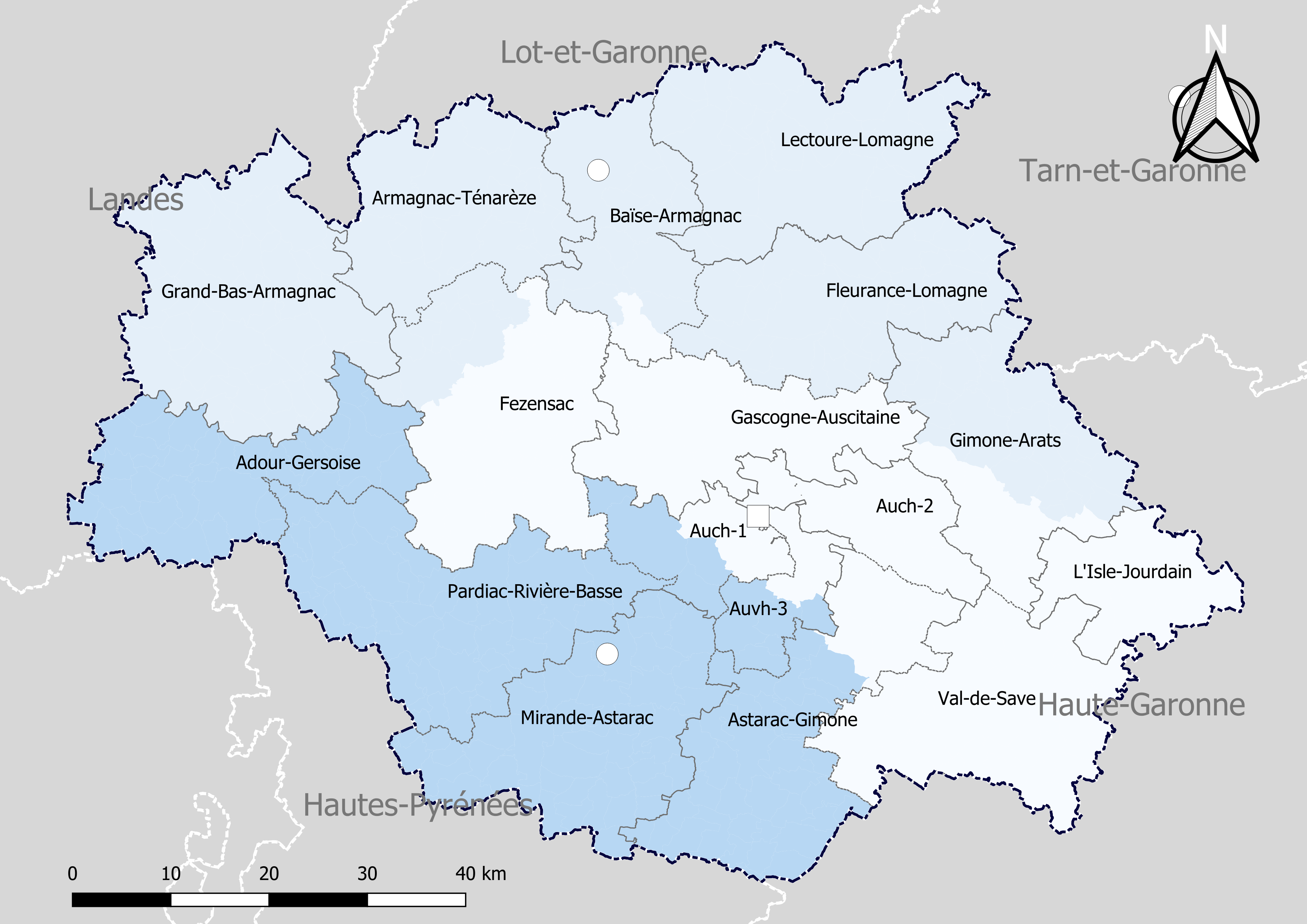
Kantons van Gers met de arrondissementen in blauwtinten (toestand 1 januari 2019)

Mirande is een arrondissement van het Franse departement Gers in de regio Occitanie. De onderprefectuur is Mirande.

## Kantons
Het arrondissement was tot 2014 samengesteld uit de volgende kantons:
- Kanton Aignan
- Kanton Marciac
- Kanton Masseube
- Kanton Miélan
- Kanton Mirande
- Kanton Montesquiou
- Kanton Plaisance
- Kanton Riscle

Na de herindeling van de kantons bij decreet van 26 februari 2014, met uitwerking op 22 maart 2015, is de samenstelling als volgt : 
- Kanton Adour-Gersoise
- Kanton Astarac-Gimone  ( deel 24/43 )
- Kanton Auch-1  ( deel 4/6 )
- Kanton Auch-3  ( deel 7/10 )
- Kanton Mirande-Astarac
- Kanton Pardiac-Rivière-Basse